# Scotocampa
Scotocampa é um gênero de traça pertencente à família Arctiidae.